# Antheraea perottetii
Antheraea perottetii är en fjärilsart som beskrevs av Guérin-meneville 1843. Antheraea perottetii ingår i släktet Antheraea och familjen påfågelsspinnare. Inga underarter finns listade i Catalogue of Life.